# Tengyeling
Tengyeling, ou Tengye Ling (tibétain : བསྟན་རྒྱས་གླིང་, Wylie : bstan rgyas gling, THL : Ten gye ling, translittération en chinois : 丹杰林 ; pinyin : dānjiélín), littéralement temple de Tengye, est un ancien temple du bouddhisme tibétain à Lhassa. Il se trouvait au sud du mont Chakpori et sur l'ancien sentier de pèlerinage du Lingkhor.
Construit au XVIIe siècle, après que Lobsang Gyatso, le 5e dalaï-lama, fut devenu le dirigeant spirituel du Tibet, sous l'impulsion de Güshi Khan, khan mongol qoshot, conquérant du Tibet et chef temporel de celui-ci, c'est un des quatre temples ling  (Ling Shi, gLing bzhi) de Lhassa, les trois autres étant Drib Tsemchokling, Kundeling et Tsémönling.

## Histoire
Tengyeling était le plus important des quatre collèges royaux et le siège des Demo Rinpochés, dont le 6e Demo Rinpoché Jampal Gelek Gyatso, le 7e Demo Rinpoché Ngawang Lobsang Thubten Jigme Gyatso et le 9e Demo Rinpoché Lobsang Trinley, les régents qui régnèrent aux XVIIIe et XIXe siècles, période pendant laquelle les 8e, 9e, 10e, 11e et 12e dalaï-lamas sont morts jeunes, certains avant qu'ils n'atteignent l'âge adulte, et furent peut-être assassinés.
Le monastère aurait été confisqué par le 13e dalaï-lama en 1901, car soupçonné de soutien au dernier amban mandchou, lequel deviendra ultérieurement le général Zhao Erfeng.
L’armée impériale mandchoue envahit le Tibet au début des années 1900 et occupa Lhassa en 1910, provoquant la fuite du dalaï-lama. À la suite de la révolution chinoise de 1911, une partie l’armée chinoise se rendit aux forces de l’armée tibétaine tandis qu’une autre partie trouvait refuge au monastère de Tengyeling où elle continua de combattre. Affamées, les troupes furent contraintes de se rendre,.
Après le retour du 13e dalaï-lama en 1912, le monastère fut, selon l'Autrichien Heinrich Harrer, démoli en 1914 pour collusion avec les Chinois par les forces pro-indépendance du dalaï-lama, selon Peter Bishop. Il existe une photo de 1920-1921, prise par Rabden Lepcha et montrant le monastère en ruines.
Selon Sanderson Beck, du fait de sa politique qui affaiblissait le gouvernement tibétain, aux alentours de 1912-1914, le monastère fut privé de financement, les traîtres furent bannis, et le reste des moines répartis entre les autres monastères. Le 13e dalaï-lama transforma le monastère en école de médecine et d'astrologie tibétaine, le gouvernement finança les cours aux étudiants et fournit une médecine gratuite aux personnes pauvres. L'écrivain britannique Christopher Hale indique qu'on construisit à l'intérieur du monastère en ruine le bureau de la poste et du télégraphe (Post and Telegraph Office).
Selon Kunsang Paljor, durant la révolution culturelle, le monastère de Tengyeling fut saccagé et endommagé.